# Zubiarraín
Jesús María Zubiarraín Arguiñano hay Zubiarraín (22 tháng 9 năm 1945 – 1 tháng 6 năm 1993) là một thủ môn người Tây Ban Nha.
Zubiarrain bắt đầu sự nghiệp tại Real Sociedad năm 1966. Ông chơi cho Atlético Madrid từ năm 1969 đến năm 1973, cùng với đội vô địch La Liga vào năm 1970 và năm 1973 cũng như Copa del Rey năm 1972.